# Micul spartan
Micul spartan este un film românesc din 2011 regizat de Dragoș Iuga. Rolurile principale au fost interpretate de actorii Gabriel Diță, Doru Cătănescu, Rudy Rosenfeld.

## Distribuție
Distribuția filmului este alcătuită din:
- Edgar Nistor
- Doru Cătănescu — Răzvan Diță
- Rudy Rosenfeld
- Tilică Ștefan
- Gabriel Diță — Gabriel Diță
- Alex Măceșeanu
- Luca Ioachimescu